# Salinas Chicas (Chubut)
Las Salinas Chicas es una pequeña depresión endorreica de forma circular debido a hundimientos tectónicos. Tal depresión originó una laguna temporal que, al desecarse, creó salares ("salinas" y "salitrales") de dimensiones pequeñas. Se ubica a unos 42 m bajo el nivel del mar en el centro sur de la península Valdés, departamento Biedma, provincia del Chubut, siendo uno de los puntos más bajos de Argentina (de hecho era considerado el punto más bajo del país, actualmente es la Laguna del Carbón en la provincia de Santa Cruz). Recibe su nombre en comparación de las salinas con el tamaño de la península.

## Historia
En 1901, se creó el Ferrocarril de Península Valdés que unía a Puerto Pirámides con las Salinas Grandes para la extracción de sal y el transporte de pasajeros. Era propiedad de la empresa salinera Ferro y Piaggio (que poseía 15.000 hectáreas en la zona). Las salinas eran explotadas para sal de mesa. Finalmente, se clausuró en 1920.